# Berruornis
Berruornis — викопний рід примітивних сов вимерлої родини Sophiornithidae, що існував в Європі в палеоцені (58-55 млн років тому). Викопні рештки птаха знайдено на у Франції поблизу Реймса (Berruornis orbisantiqui) та Німеччині у Вальбеку (Berruornis halbedeli).